# Pseudobryobia anacantha
Pseudobryobia anacantha är en spindeldjursart som först beskrevs av Strunkova och P. Mitrofanov 1983.  Pseudobryobia anacantha ingår i släktet Pseudobryobia och familjen Tetranychidae. Inga underarter finns listade i Catalogue of Life.